# Modelo booliano valorado
Na lógica matemática, um modelo booleano valorado é uma generalização da noção Tarskiana de estrutura da teoria dos modelos. Em um modelo booleano valorado, os valores-verdade das proposições não estão limitados a, "verdadeiro" e "falso", mas em vez disso, analisar valores por uma álgebra booleana completa.
Modelos booleanos valorados foram introduzidos por Dana Scott, Robert M. Solovay, e Petr Vopěnka na década de 1960, para ajudar a compreender o método de forçamento de Paul Cohen. Eles também estão relacionados com a álgebra de Heyting semântica na lógica intuicionista.

## Definição
Corrigir uma álgebra Booleana completa B e uma linguagem de primeira ordem L; a assinatura de L consiste de uma coleção de símbolos de constantes, símbolos de função, e símbolo de relação.
Um modelo booleano valorado para a linguagem L consiste de um universo M, que é um conjunto de elementos (ou nomes), juntamente com as interpretações de símbolos. Especificamente, o modelo deve atribuir a cada símbolo de constante de L um elemento de M, e para cada símbolo f de função n-ária de L e a cada n-tupla <a0,...,an-1> de elementos de M, o modelo deve atribuir um elemento de M para o termo f(a0,...,an-1).
A interpretação das fórmulas atômicas de L é mais complicada. Para cada par a e b de elementos de M, o modelo deve atribuir um valor de verdade ||a=b|| à expressão a=b; este valor-verdade é obtido da álgebra Booleana B. Da mesma forma, para cada relação n-ária de símbolo R de L e cada n-tupla <a0,...,an-1> de elementos de M, o modelo deve atribuir um elemento de B para ser o valor de verdade ||R(a0,...,an-1)||.

## Interpretação de outras fórmulas e sentenças
Os valores-verdade das fórmulas atômicas podem ser usados para reconstruir os valores-verdade das mais complicadas fórmulas, utilizando a estrutura da álgebra Booleana. Por conectivos proposicionais, isto é fácil; basta aplicar os operadores Booleanos correspondentes aos valores-verdade das fórmulas. Por exemplo, se φ(x) e ψ(y,z) são fórmulas com uma e duas variáveis livres, respectivamente, e se a, b, c são elementos do universo do modelo a ser substituído por x, y, e z, então o valor-verdade de
{\displaystyle }
é simplesmente
{\displaystyle }
A completude da álgebra Booleana é essencial para definir valores-verdade para fórmulas quantificadas. Se φ(x) é uma variável livre x (e possivelmente outras variáveis livres que são suprimidas), então
{\displaystyle }
onde o lado direito deve entendido como o supremum em B do conjunto de todos os valores de verdade ||φ(a)|| como a intervalos além de M.
O valor-verdade de uma fórmula é, muitas vezes, referido como a sua probabilidade. No entanto, estas não são probabilidades no sentido comum, porque eles não são números reais, mas sim de elementos da álgebra Booleana completa B.

## Modelos booleanos valorados da Teoria dos Conjuntos
Dada uma álgebra Booleana completa B existe um modelo booleano valorado denotado por VB, que é o valor booleano analógo ao universo de von Neumann V. (Estritamente falando, VB é uma classe propriamente dita, por isso precisamos reinterpretar o que significa ser um modelo de forma adequada). Informalmente, os elementos de VB são "conjuntos valorados". Dado conjunto ordinário A, cada conjunto é ou não é um membro; mas, dado um conjunto valorado, cada conjunto tem uma certa, "probabilidade" fixa de ser membro de A. Novamente, a "probabilidade" é um elemento de B, não é um número real. O conceito de conjuntos valorados se assemelha, mas não é igual, à noção de um conjunto fuzzy.
Os ("probabilísticos") elementos do conjunto valorado, por sua vez, também são conjuntos valorados, cujos elementos também são conjuntos valorados, e assim por diante. Para obter uma definição não-circular de conjuntos valorados, eles são definidos indutivamente em uma hierarquia semelhante à hierarquia cumulativa. Para cada ordinal α de V, o conjunto VBα é definido como mostrado a seguir.
- VB0 é um conjunto vazio.
- VBα+1 é o conjunto de todas as funções de VBα a B. (Tal função representa um subconjunto "probabilístico" de VBα; se f é uma função tal, então, para qualquer x∈V,B, α, f(x) é a probabilidade de que x está no conjunto).
- Se α é um ordinal limite, VBα é a união de VBβ para β<α

A classe VB é definida como a união de todos os conjuntos VBα.
Também é possível relativizar toda a construção para algum modelo transitivo M de ZF (ou, às vezes, um fragmento do mesmo). O modelo booleano valorado MB é obtido através da aplicação da construção acima dentro de M. A restrição a modelos transitivos não é séria, já que o teorema de colapso Mostowski implica que cada modelo "razoável" (bem-fundado, extensional) é isomórfica se transitiva (Se o modelo M não é transitivo as coisas ficam mais complicadas, como a interpretação de M do que significa ser uma "função" ou um "ordinal" pode diferir da interpretação "externa").
Uma vez que os elementos de VB foram definidos como acima, é necessário definir relações B-valorizadas de igualdade e de pertencimento no VB. Aqui uma relação B-valorizadas em VB é uma função de VB×VB para B. Para evitar confusão com o costume de igualdade e de pertencimento, estes são indicados por ||x=y|| e ||x∈y||, para x e y em VB. Eles são definidos da seguinte forma:
||x∈y|| é definido como ∑t∈Dom(y) ||x=t|| ∧ y(t) ("x está em y se ele é igual a algo em y").
||x=y|| é definido como ||x⊆y||∧||y⊆x|| ("x é igual a y se x e y são ambos subconjuntos um do outro"), onde
||x⊆y|| é definido como ∏t∈Dom(x) x(t)⇒||t∈y|| ("x é um subconjunto de y se todos os elementos de x estão em y")
Os símbolos ∑ e ∏ denotam as operações de menor limite superior e maior limite inferior, respectivamente, na álgebra Booleana completa B. A primeira vista, as definições acima parecem ser circulares: ||  ∈ || depende de || = ||, que depende de || ⊆ ||, que depende de || ∈ ||. No entanto, um exame atento mostra que a definição de || ∈ || só depende de || ∈ || para os elementos de menor valor, então || ∈ || e ||  = || são funções bem definidas de VB×VB para B.
Pode ser mostrado que relações B-valoradas || ∈ || e || = || em VB transformam VB em um modelo booleano valorado da teoria dos conjuntos. Cada sentença da teoria dos conjuntos de primeira ordem sem variáveis livres tem um valor-verdade em B; deve-se mostrar que os axiomas para igualdade e para todos os axiomas de teoria dos conjuntos ZF (escrito sem variáveis livres) têm valor de verdade 1 (o maior elemento de B). Esta prova é simples, mas é longa porque há muitos diferentes axiomas que precisam ser verificados.

## Relação de forçamento
Teóricos de Conjuntos utilizam uma técnica chamada de forçamento para obter independência de resultados e para construir modelos da teoria dos conjuntos para outros fins. O método foi originalmente desenvolvido por Paul Cohen , mas tem sido grandemente expandido desde então. Por um lado, forçamento "acrescenta ao universo" um genérico subconjunto de um poset, o poset sendo projetado para impor propriedades interessantes sobre o objeto recém-adicionado. O problema é que (para interessante posets) pode ser provado que simplesmente não existe nenhum subconjunto genérico do poset. Existem três maneiras usuais de se lidar com isto:
- forçamento sintático Uma relação de forçamento {\displaystyle } é definida entre os elementos p do poset e fórmulas φ da linguagem de forçamento. Esta relação é definida sintaticamente e não tem semântica; ou seja, nenhum modelo é produzido. Ao invés disso, começando com a suposição de que ZFC (ou alguma outra axiomatização da teoria dos conjuntos) prova a declaração de independência, mostra que ZFC também deve ser capaz de provar a existência de uma contradição. No entanto, o forçamento é "superior a V"; isto é, não é necessário iniciar com um modelo transitivo contável. Ver Kunen (1980) para uma exposição deste método.
- modelo transitivos contáveis Deve-se começar com um modelo transitivo contábil M do quanto da teoria dos conjuntos for necessário para a finalidade desejada, e que contém o poset. Em seguida, lá existem filtros no poset que são genéricos sobre M, isto é, que atendam a todos os densos subconjuntos abertos do poset que acontecem também ser elementos de M.
- objetos fictícios genéricos Comumente, teóricos de conjuntos simplesmente fingem que o poset tem um subconjunto que é genérico ao longo de todo V. Este objeto genérico, em casos não-triviais, não pode ser um elemento de V, e, portanto, "não existe realmente". (Claro, é um ponto filosófico de contenção se quaisquer conjuntos "realmente existem", mas isso está fora do escopo da discussão atual). Talvez, surpreendentemente, com um pouco de prática este método é útil e confiável, mas pode ser filosoficamente insatisfatório.

### Modelos booleanos valorados e forçamento sintático
Modelos booleanos valorados podem ser usados para dar uma semântica para forçamento sintático; o preço pago é que a semântica não é 2-valorada ("verdadeiro ou falso"), mas atribui valores-verdade de alguma álgebra completa booleana. Dada um poset de forçamento P, existe uma álgebra booleana completa B correspondente, muitas vezes obtida como a coleção de subconjunto regulares abertos de P, onde a topologia em P é definida pela declaração de todos os menores conjuntos como abertos (e todos os conjuntos superiores fechados). (Outras abordagens para a construção de B são discutidas abaixo)
Agora a ordem em B (depois de remover o elemento zero) pode substituir P por fins de forçamento, e a relação de forçamento pode ser interpretada semanticamente dizendo que, para p um elemento de B e φ uma fórmula da linguagem de forçamento,
{\displaystyle }
onde ||φ|| é o valor-verdade de φ em VB.
Esta abordagem tem sucesso em atribuir uma semântica de forçamento em V, sem recorrer a objetos fictícios genéricos. As desvantagens são que a semântica não é 2-valorada, e que a combinatória de B é muitas vezes mais complicada do que a do poset P subjacente.

### Para modelos booleanos valorados e objetos genéricos sobre modelos contábeis transitivos
Uma interpretação do forçamento começa com um modelo contábil transitivo M da teoria dos conjuntos ZF, um conjunto parcialmente ordenado P, e um subconjunto "genérico" G de P, e constrói um novo modelo da teoria dos conjuntos ZF a partir desses objetos. (As condições para que o modelo seja contável e transitivo são simplesmente alguns problemas técnicos, mas não são essenciais). A construção de Cohen pode ser realizada utilizando modelos booleanos valorados.
- Construir uma álgebra booleana completa B como a álgebra booleana completa "gerado pelo" poset P.
- Construir um ultrafiltro U em B (ou equivalentemente um homomorfismo de B para a álgebra Booleana {true, false}) do subconjunto genérico G de P.
- Use o homomorfismo de B para {true, false} para ativar o modelo booleano valorado MB da seção acima em um modelo ordinário de ZF.

Vamos agora explicar estas etapas em mais detalhes.
Para qualquer poset P existe uma álgebra booleana completa B e um mapa e de P a B+ (elementos não-nulos de B) tais que a imagem é densa, e(p)≤e(q) sempre que p≤q, e e(p)e(q)=0 sempre que p e q são incompatíveis. Esta álgebra Booleana é sem igual, até isomorfismo. Ele pode ser construído como a álgebra de conjuntos abertos regulares no espaço topológico de P (com conjunto subjacente P, e uma base dada pelos conjuntos Up de elementos de q , com q≤p).
O mapa do poset P para a álgebra Booleana completa B não é injetiva no geral. O mapa é injetivo se e somente se P tem a seguinte propriedade: se a cada r≤p é compatível com q, p≤q.
O ultrafiltro U em B é definido como sendo o conjunto de elementos b de B que são maiores que algum elemento de (a imagem de) G. Dado um ultrafiltro U em uma álgebra Booleana, temos um homomorfismo para {true, false}
ao mapear U a verdadeiro e seu complemento para falso. Por outro lado, dado tal homomorfismo, a imagem inversa de verdade é um ultrafiltro, assim ultrafiltros são essencialmente o mesmo que homomorfismos para {verdadeiro, falso}. (Algebristas podem preferir usar o máximo de ideais ao invés de ultrafiltros: o complemento de um ultrafiltro é um ideal maximal e, inversamente, o complemento de um ideal maximal é uma ultrafiltro).
Se g é um homomorfismo a partir de uma álgebra Booleana B para uma álgebra Booleana C e MB é qualquer modelo 
B-valorado de ZF (ou de qualquer outra teoria para tal assunto) podemos transformar MB em um modelo C-valorado ao aplicar o homomorfismo g ao valor de todas as fórmulas. Em particular, se C é {true, false} temos um modelo {true, false}-valorado. Isso é quase o mesmo que um modelo ordinário: na verdade nós temos um modelo ordinário sobre o conjunto das classes de equivalência em || = || de um modelo {true, false}-valorado. Assim obtemos um modelo ordinário da teoria dos conjuntos ZF iniciando a partir de M, uma álgebra Booleana B e um ultrafiltro U em B.
(O modelo de ZF construído dessa forma não é transitivo. Na prática, aplica-se o teorema de colapso de Mostowski para transformar isso em um modelo transitivo).
Temos visto que forçamento pode ser feito usando modelos booleanos, através da construção de uma álgebra Booleana com ultrafiltro a partir de um poset com um subconjunto genérico. Também é possível fazer o caminho inverso: dada uma álgebra Booleana B, podemos formar um poset P de todos os elementos diferentes de zero do B, e um ultrafiltro genérico em B restringe a um conjunto genérico em P. Assim, as técnicas de forçamento e modelos booleanos valorados são essencialmente equivalentes.